# Алексеев, Михаил Семёнович
Михаил Семёнович Алексеев (настоящая фамилия Берлин; 1899, м. Дрибин, ныне Белоруссия — 30 января 1952 г., Ленинград) — деятель НКВД, позднее юрист, занимавший должность председателя Ленинградского областного суда.

## Биография
Родился в еврейской семье, сын приказчика по лесоразработкам. Окончил частную гимназию Ратнера в г. Могилёв.
В годы гражданской войны присоединился к большевикам, работал в органах ВЧК-ОГПУ при армейских и пограничных подразделениях.
С 1930 г. — помощник начальника УПВО ГПУ Белорусского округа, с 1931 — начальник Ленинградского оперативного сектора НКВД.
С 1934 г. — председатель Специальной судебной коллегии Ленинградского областного суда. С декабря 1937 г. — председатель Ленинградского областного суда.
В марте 1939 г. освобождён от должности, вскоре арестован за «необоснованно мягкие приговоры», однако в 1940 г. освобождён без судимости, работал в торговых и промышленных организациях.
В 1942 г. эвакуирован из Ленинграда, работал в Свердловске. С 1945 г. на пенсии.
В 1946 г. возобновил юридическую карьеру, адвокат, параллельно получал образование в ЛГУ.
Умер в 1952 г.
Брат Борис служил в органах госбезопасности.